# Pisma egipskie

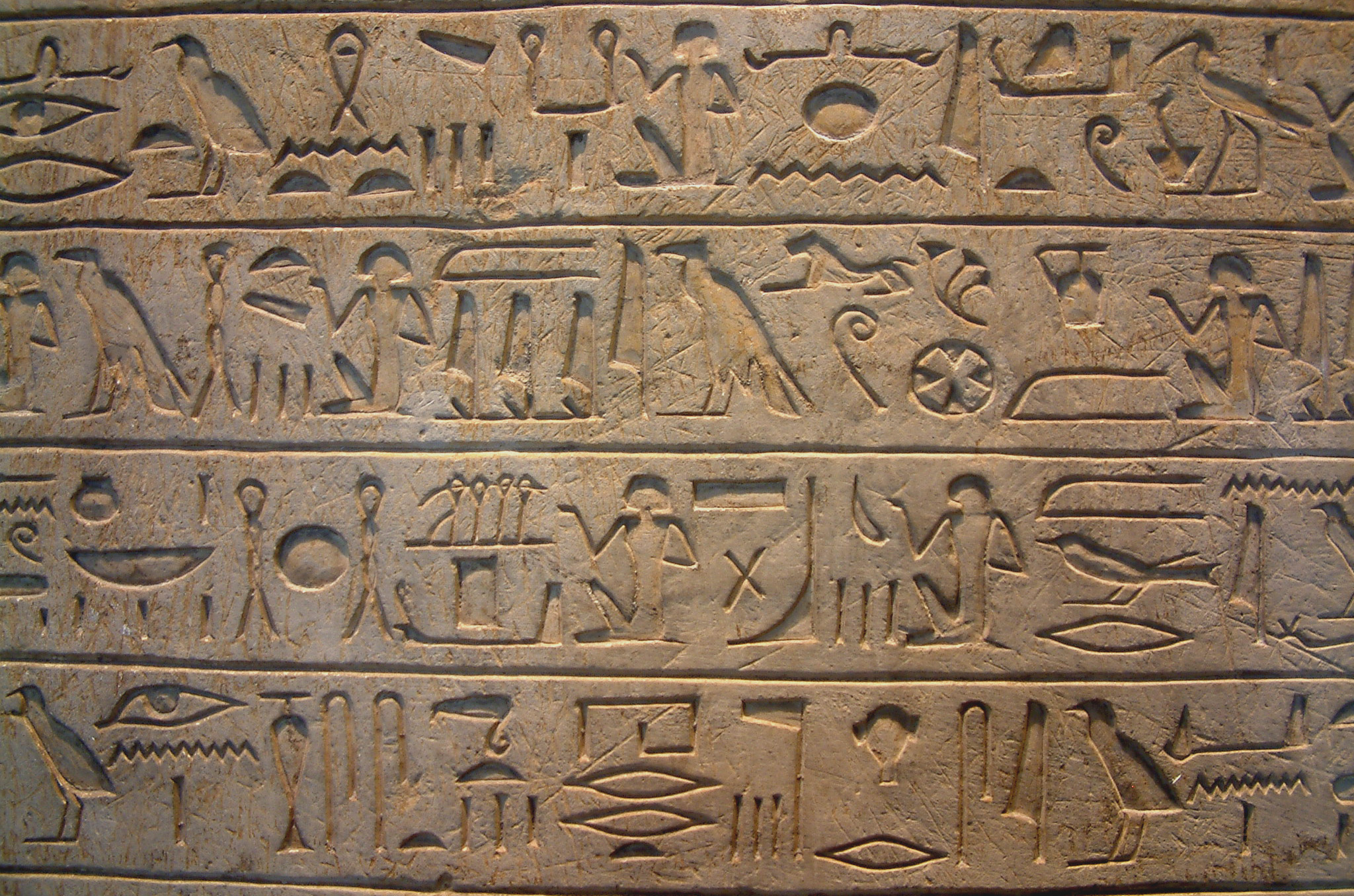
Hieroglify

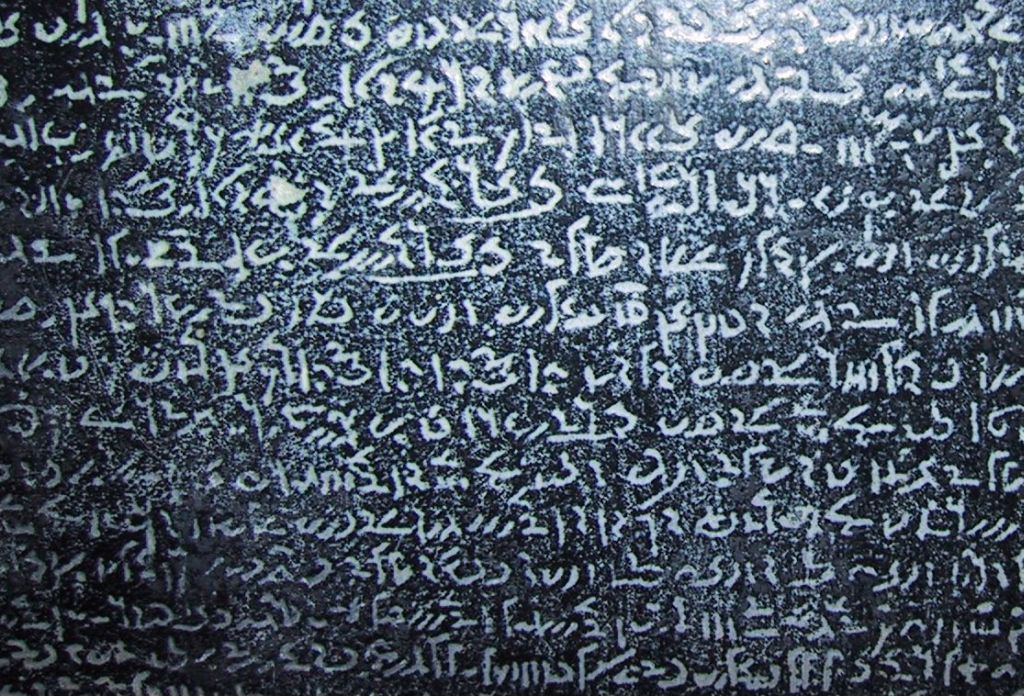
Demotyka – fragment z repliki Kamienia z Rosetty

Pismo egipskie – cztery rodzaje pisma używane w starożytnym Egipcie:
- Hieroglify – pismo używane do zapisu najważniejszych spraw państwa i świętych tekstów. Ostatni zapis tym rodzajem pisma pochodzi z 24 sierpnia 394 roku z wyspy File
- Hieratyka – uproszczone pismo hieroglificzne, używane początkowo przez kapłanów, do szybkiego zapisu. Później stało się pismem skrybów. Używane od epoki tynickiej po czasy rzymskie. W schyłkowym okresie używane tylko do zapisywania tekstów religijnych
- Demotyka – pismo wywodzące się z hieratyki, powstałe w VII wieku p.n.e., służące do zapisu różnorodnych tekstów: od umów handlowych, przez dokumenty państwowe po literaturę piękną i formuły magiczne. Obecną nazwę nadał mu Herodot, podczas gdy oficjalne dokumenty z epoki ptolemejskiej nazywały je „pismem ksiąg”. Ostatni zapis tym rodzajem pisma pochodzi z 450 roku n.e. z wyspy File
- Koptyjski – do zapisu używano alfabetu greckiego z zachowaniem siedmiu znaków ze starożytnego pisma egipskiego. Najstarsze zapisy pochodzą z I i II wieku n.e. – są to egipskie pisma magiczne. W znacznym stopniu zostało wyparte po podboju arabskim w VII wieku n.e.